# رائد غزواني (لاعب كرة قدم مواليد 2002)
رائد علي غزواني لاعب كرة قدم سعودي ، يلعب كلاعب وسط لعب سابقاً في نادي الذهب.